# جامعة لا بلاتا الوطنية

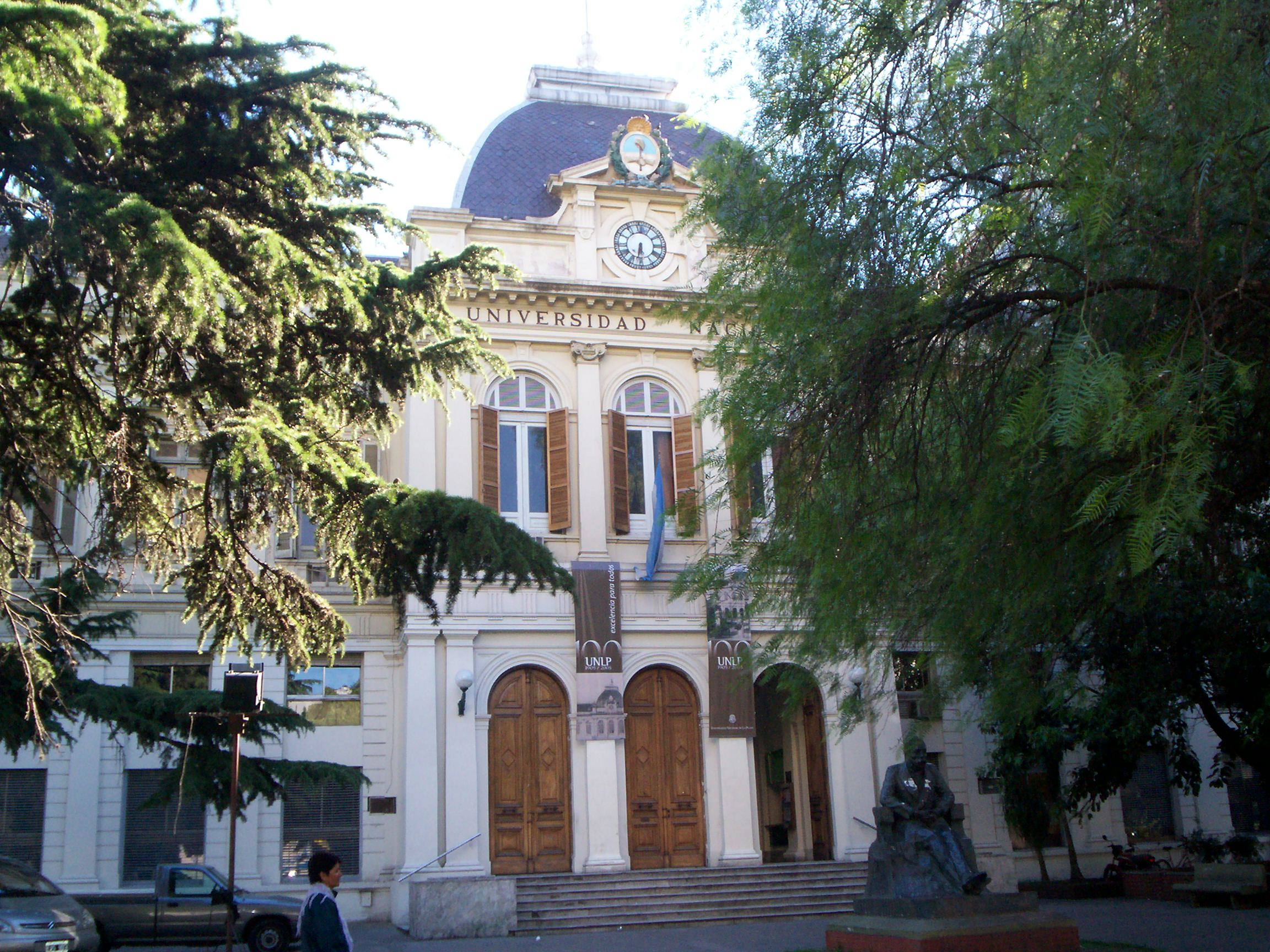
مكتب الرئيس

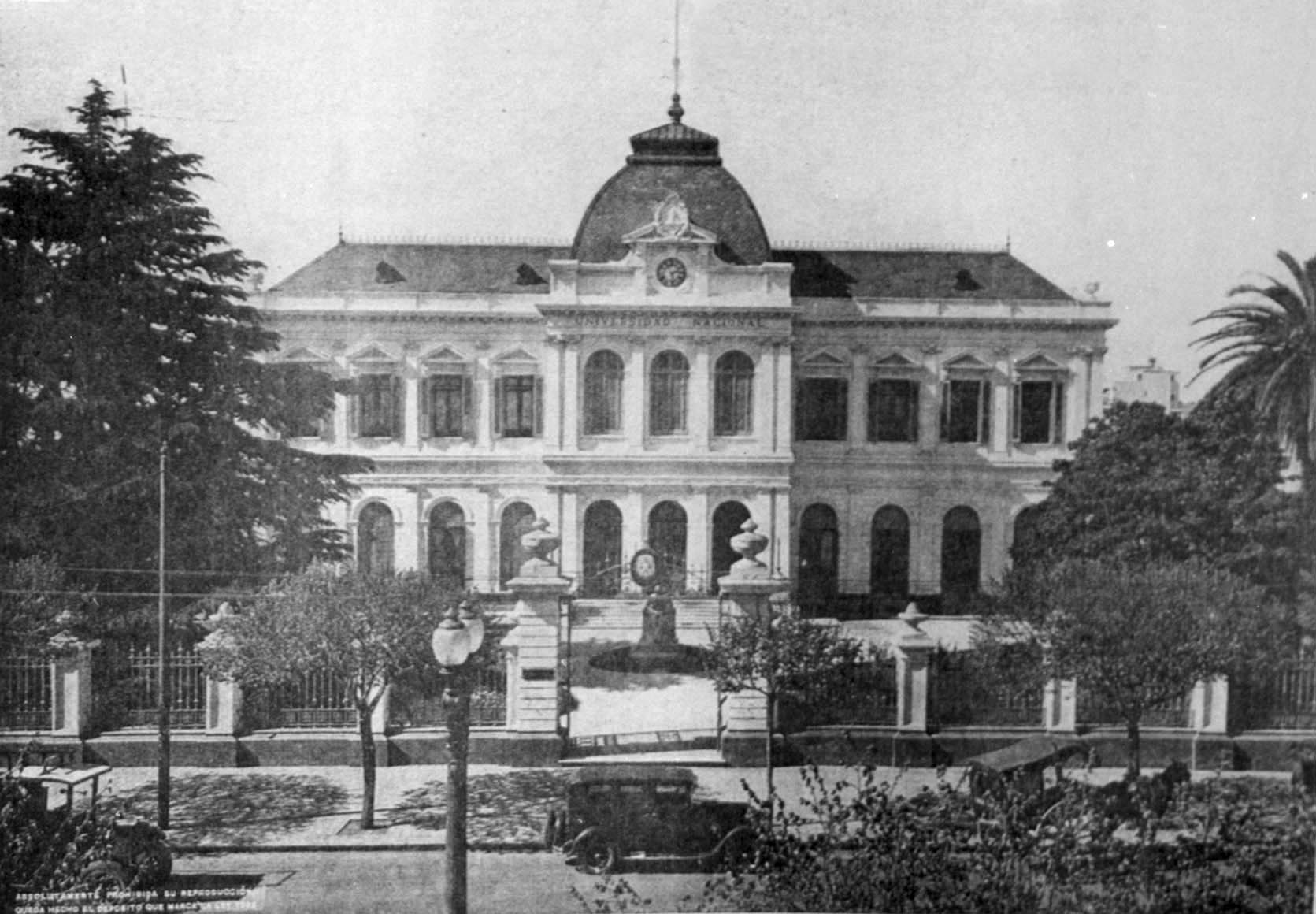
مكتب الرئيس (من الأرشيف)

جامعة لا بلاتا الوطنية (UNLP) (بالإسبانية: Universidad Nacional de La Plata)‏ واحدة من أهم الجامعات الوطنية الأرجنتينية وأكبرها، تقع في مدينة لا بلاتا، عاصمة مقاطعة بوينس آيرس. ولديها أكثر من 90,000 طالب نظامي، 10،000شخص ضمن هيئة التدريس، و17 قسم.